# Silicon Forest
Silicon Forest (engl. „Silizium-Wald“; analog gewählt zu Silicon Valley) ist der Spitzname für eine Region im Nordwesten Oregons im Großraum Portland, in der sich besonders in den 1980er und 1990er Jahren zahlreiche Technologieunternehmen niederließen. Dazu zählt der Halbleiterhersteller Intel, der in Hillsboro vier Fabriken mit insgesamt 16.000 Beschäftigten betreibt. Weitere Unternehmen mit Niederlassungen bzw. Fabriken im Silicon Forest sind beispielsweise Sun Microsystems, IBM, Hewlett-Packard, Xerox, Yahoo!, Mentor Graphics, Lattice Semiconductor Corporation und Lam Research.